# Erich Weniger
Erich Weniger (* 11. September 1894 in Steinhorst bei Gifhorn; † 2. Mai 1961 in Göttingen) war ein maßgeblicher Vertreter der Geisteswissenschaftlichen Pädagogik. Er gilt heute als einer der bedeutendsten Geschichtsdidaktiker.

## Leben und Werk

### Herkunft
Erich Weniger war ein Sohn des evangelischen Pfarrers Hermann Weniger (1862–1924) und seiner Frau Clara, geb. Barnstedt (1872–1904). Seine Großmutter mütterlicherseits, Clara (* 1830), war eine Tochter von Friedrich Mutzenbecher. Einer seiner Brüder war der spätere Marineoffizier Karl Weniger. Karl und ein weiterer Bruder kamen im Zweiten Weltkrieg um, wobei neben Erich ein weiterer Bruder und seine Schwester den Krieg überlebten.

### Werdegang
Der Pastorensohn legte 1913 das Abitur am Kaiser-Wilhelm-Gymnasium Hannover ab und studierte ab 1913 an der Universität Tübingen die Fächer Geschichte, Deutsch und Latein. Er wurde Mitglied der Studentenverbindung Nikaria und nahm am Freideutscher Jugendtag auf dem Hohen Meißner teil. Weniger nahm von 1914 bis 1918 am Ersten Weltkrieg teil, wo er Mitglied der Akademischen Freischar war.
Nach Kriegsende setzte Weniger sein Studium an der Universität Göttingen fort. Im April 1919 wurde er für sechs Monate Mitglied eines Freikorps, möglicherweise des Freikorps Roßbach. 1921 schloss er sein Studium mit einer Promotion über Rehberg und Stein bei Karl Brandi und dem Staatsexamen ab. Ein weiteres Studium der Pädagogik hatte er bereits 1920 begonnen. Nach Referendariat und Assessorexamen war er von Anfang 1923 bis Ende März 1927 Assistent von Herman Nohl am Pädagogischen Seminar. Nohl und Weniger gründeten 1921 die Jugend-Volkshochschule Göttingen, deren Leitung Weniger bis 1924 innehatte.
Weniger habilitierte sich 1926 in Göttingen für Pädagogik über Die Grundlagen des Geschichtsunterrichts und wurde als Professor für Pädagogik an einer Pädagogischen Akademie ernannt. Er lehrte zunächst an der PA Kiel und habilitierte sich zugleich an der Philosophischen Fakultät der Universität Kiel um, wo er eine Honorarprofessur wahrnahm. 1930 übernahm er die Direktion der neuen PA Altona, wobei ihn der preußische Kultusminister Adolf Grimme förderte. Nach deren Schließung 1932 wechselte er als Direktor zur PA Frankfurt am Main.
1931 wurde er Vorsitzender der neu gegründeten deutschen Sektion der New Education Fellowship, die bis heute die Reformpädagogik begleitet.
Nach der nationalsozialistischen „Machtübernahme“ wurde Weniger im Mai 1933 zunächst beurlaubt und im September 1933 aus dem Beamtenverhältnis entlassen. Er legte Revision ein und erhielt 1934 eine Stelle als Studienrat zugewiesen. Obgleich er nie in die NSDAP oder eine andere NS-Organisation eintrat, gehörte Weniger zu denjenigen Schülern Nohls, die sich dem Nationalsozialismus öffneten. Er verteidigte 1933 die „eigentlichen“ Intentionen der Bewegung und vertrat die Auffassung, eigene Ideen seien nicht außerhalb des NS-Systems durchzusetzen. Weniger beantragte die Aufnahme in den Reichsverband deutscher Schriftsteller und knüpfte Kontakte zu Militärkreisen. Als Ende 1935 eine Planstelle für Weniger am Frankfurter Lessing-Gymnasium frei wurde, ließ er sich für freie wissenschaftliche Tätigkeiten beurlauben. Er schrieb militärpädagogische Publikationen zur nationalsozialistischen Wehrerziehung und trat für die Deutsche Gesellschaft für Wehrpolitik und Wehrwissenschaften auf. Dabei erfuhr sein 1938 publiziertes militärpädagogisches Hauptwerk Wehrmachtserziehung und Kriegserfahrung wegen seiner komplexen Darstellung weniger Resonanz als seine spätere vielfältige und sehr erfolgreiche Vortragstätigkeit, bei der Weniger die Erlaubnis erhalten hatte, jederzeit die Truppe zu besuchen. Im Zweiten Weltkrieg wurde er eingezogen und war bei verschiedenen Wehrmachtsstäben als Betreuungsoffizier bzw. NS-Führungsoffizier tätig, darunter von Oktober 1942 bis Oktober 1943 beim Stab General Carl-Heinrich von Stülpnagels.
Wie Herman Nohl und Eduard Spranger vermied er zeittypisch eine scharfe Abrechnung mit dem Nationalsozialismus und wandte sich gegen die alliierte Entnazifizierung. In seinem eigenen mehrjährigen Entnazifizierungsverfahren musste Weniger sich für seine Tätigkeiten als Militärpädagoge und Nationalsozialistischer Führungsoffizier (NSFO) rechtfertigen, ehe die erste Einstufung der Spruchkammer Göttingen-Stadt als „entlastet“ nach Einspruch der britischen Militärregierung  in einem zweiten Verfahren im September 1948 bestätigt wurde. Weniger hatte glaubhaft machen können, dass in sein letztes militärpädagogisches Buch Die Erziehung des Soldaten ideologisch belastende Aussagen nicht von ihm, sondern per Zensur eingefügt worden seien und seine Funktion als NSFO eine Schutzmaßnahme General von Stülpnagels gewesen sei, nachdem er durch regimekritische Aussagen aufgefallen sei. Sein Biograph Kurt Beutler sieht diese Einstufung Wenigers als „unbelastet“ durch eine Reihe sogenannter Persilscheine Dritter, denen die Spruchkammer unkritisch gefolgt sei, bewirkt. 1945 initiierte Weniger die Gründung der Pädagogischen Hochschule Göttingen; 1949 folgte er Nohl als ordentlicher Professor für Pädagogik an der Universität Göttingen.
Weniger trat als einer der ersten in der Bundesrepublik 1949 für eine Neuorientierung der Geschichtsdidaktik am Prinzip der Politischen Bildung ein. Als Mitglied des Personalgutachterausschusses der Bundeswehr sowie ihres Beirats für Fragen der Inneren Führung wirkte er am Aufbau der Bundeswehr mit.

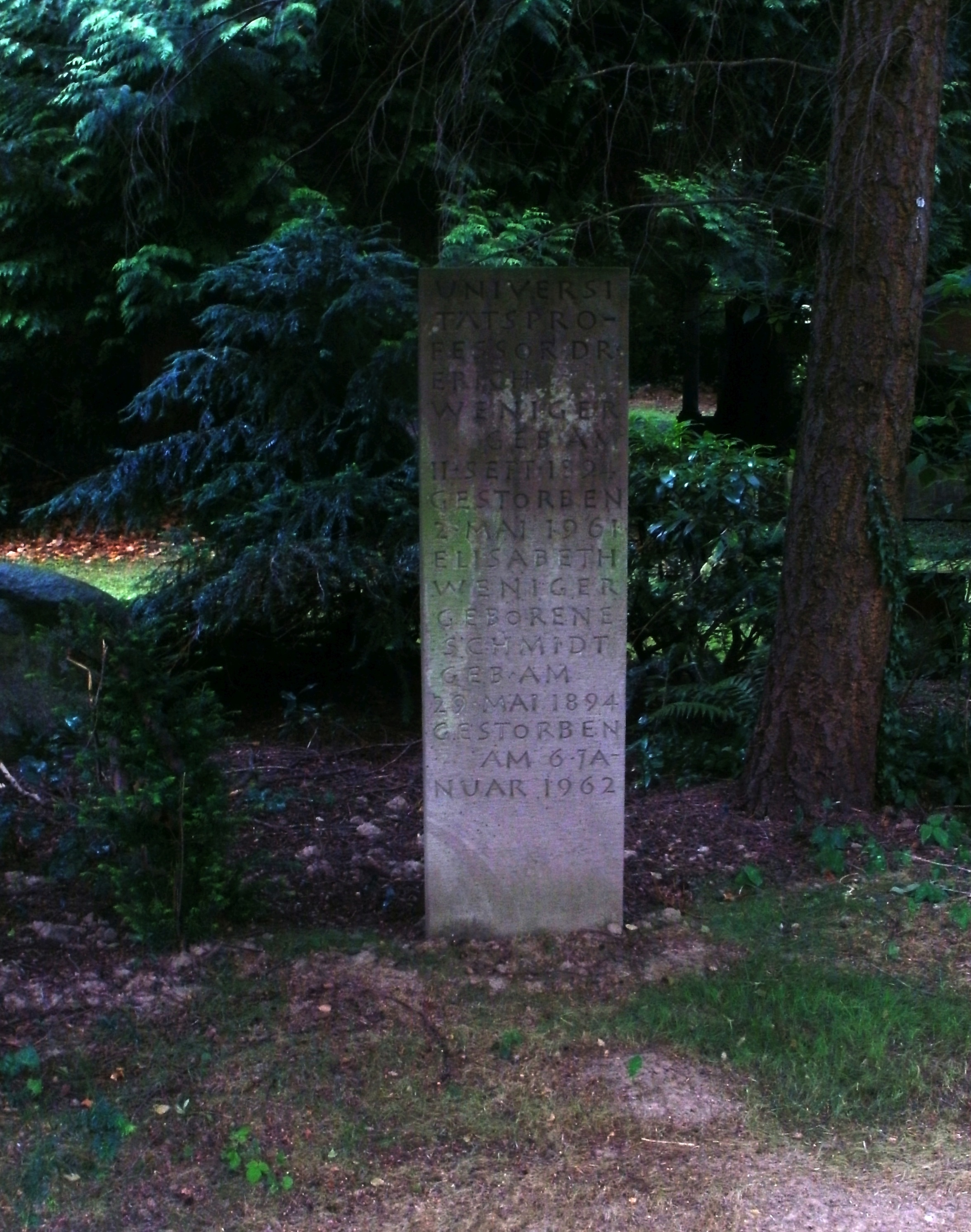
Grab von Erich Weniger auf dem Stadtfriedhof in Göttingen

In seiner geisteswissenschaftlichen Pädagogik ging er vom philosophischen Ansatz Wilhelm Diltheys aus. Gegen die Mehrheit der Geschichtslehrer wollte er den Geschichtsunterricht nicht als reines Abbild der Geschichtswissenschaft sehen, sondern pädagogische Eigenmomente anerkennen. In der Nachkriegszeit bis zu seiner Emeritierung 1961 war er einer der maßgeblichen Bildungstheoretiker, Studiengangskoordinatoren und an verschiedenen bildungspolitischen Gremien beteiligt. Zusammen mit Wilhelm Flitner und anderen gründete er 1955 die Zeitschrift für Pädagogik.
Von Juli 1955 bis 1956 war er Mitglied des Personalgutachterausschusses für die neue Bundeswehr.
Weniger starb 1961 in Göttingen an einem Tumorödem.

## Bekannte Schüler
Zu Wenigers Schülern zählten u. a. die Erziehungswissenschaftler Herwig Blankertz, Wolfgang Klafki, Wolfgang Kramp, Theodor Schulze und Klaus Mollenhauer.

## Schriften (Auswahl)
- Die Grundlagen des Geschichtsunterrichts. Untersuchungen zur geisteswissenschaftlichen Didaktik, Teubner, Leipzig 1926.
- Wehrmachtserziehung und Kriegserfahrung. Berlin 1938.
- Goethe und die Generale der Freiheitskriege. Insel-Verlag, Leipzig 1942 (neue Aufl. Metzler, Stuttgart 1959).
- Die Eigenständigkeit der Erziehung in Theorie und Praxis. Probleme der akademischen Lehrerbildung. Beltz, Weinheim 1952.
- Neue Wege im Geschichtsunterricht. Frankfurt am Main 1949 (4. Auflage 1969).
- Didaktik als Bildungslehre. Zwei Bände. Beltz, Weinheim 1951/1960 (9. Aufl. 1965).
- Zur Frage der staatsbürgerlichen Erziehung. Oldenburg 1951.
- Ausgewählte Schriften zur geisteswissenschaftlichen Pädagogik. Hrsg. von Bruno Schonig. 2. Aufl. Beltz, Weinheim 1990, ISBN 3-407-29006-3.
- Politik, Gesellschaft, Erziehung in der geisteswissenschaftlichen Pädagogik. Hrsg. u. kommentiert von Helmut Gaßen. Zwei Bände. Beltz, Weinheim 1990.